# Liste des conseillers aux États du canton du Valais
 (avril 2025).
Le contenu est difficilement compréhensible vu les erreurs de traduction, qui sont peut-être dues à l'utilisation d'un logiciel de traduction automatique.
Cette liste présente tous les membres du Conseil des États issus du Canton du Valais depuis la création de l'État fédéral en 1848 jusqu'à aujourd'hui.

## Membres
| Nom                     | Parti                                    | Mandat                        | Naissance | Décès |
| ----------------------- | ---------------------------------------- | ----------------------------- | --------- | ----- |
| Henri Ducrey            | FL                                       | 1848–1850                     | 1805      | 1864  |
| Hyacinthe Grillet       | FL                                       | 1848–1850                     | 1808      | 1867  |
| Joseph Rion             | LM                                       | 1850–1853 1855–1856 1871–1873 | 1804      | 1881  |
| Charles-Louis de Rivaz  | FL                                       | 1850–1852                     | 1796      | 1878  |
| Alphonse Morand         | FL                                       | 1852–1854                     | 1809      | 1888  |
| Elie de Courten         | KK                                       | 1853–1855                     | 1783      | 1863  |
| Maurice-Eugène Filliez  | FL                                       | 1854–1855                     | 1811      | 1856  |
| Maurice Claivaz         | FL                                       | 1855–1856                     | 1798      | 1883  |
| Joseph Anton Clemenz    | KK                                       | 1856–1857 1861–1863 1865–1868 | 1810      | 1872  |
| Hippolyte Pignat        | FL                                       | 1856–1857                     | 1813      | 1885  |
| Joseph-Antoine Amacker  | KK                                       | 1857–1859                     | 1794      | 1862  |
| Leo Luzian von Roten    | KK                                       | 1857–1859                     | 1824      | 1898  |
| Ignaz Zen Ruffinen      | KK                                       | 1859–1861 1876–1878           | 1809      | 1890  |
| Joseph Zermatten        | KK                                       | 1859–1861                     | 1806      | 1888  |
| Maurice Chappelet       | LM                                       | 1861–1863                     | 1827      | 1895  |
| Maurice Evéquoz         | KK                                       | 1863–1865 1875–1880           | 1824      | 1889  |
| Hans Anton von Roten    | KK                                       | 1863–1865                     | 1826      | 1895  |
| Joseph Chappex          | KK                                       | 1865–1868 1880–1888           | 1827      | 1911  |
| Camille de Werra        | KK                                       | 1868                          | 1814      | 1875  |
| Peter Ludwig In Albon   | KK                                       | 1868–1871                     | 1823      | 1892  |
| Fidèle Joris            | KK                                       | 1868–1869                     | 1822      | 1886  |
| Cyprien Barlatey        | KK                                       | 1869–1871                     | 1821      | 1891  |
| Felix Clausen           | KK                                       | 1871–1873 1878–1885           | 1834      | 1916  |
| Ferdinand de Montheys   | KK                                       | 1873–1875                     | 1824      | 1903  |
| Johann Baptist Graven   | KK                                       | 1873–1876                     | 1839      | 1907  |
| Gustav Loretan          | KK                                       | 1885–1895                     | 1848      | 1932  |
| Henri de Torrenté       | KK                                       | 1888–1898 1902–1903           | 1845      | 1922  |
| Ludwig von Kalbermatten | KK                                       | 1895–1896                     | 1856      | 1896  |
| Georges de Stockalper   | KK                                       | 1896–1898                     | 1860      | 1898  |
| Achille Chappaz         | KK                                       | 1898–1902                     | 1854      | 1902  |
| Charles de Preux        | KK                                       | 1898–1901                     | 1858      | 1922  |
| Jean-Marie de Chastonay | KK                                       | 1901–1906                     | 1845      | 1906  |
| Laurent Rey             | KK                                       | 1903–1906                     | 1866      | 1955  |
| Joseph Ribordy          | KK                                       | 1906–1923                     | 1857      | 1923  |
| Heinrich von Roten      | KK                                       | 1906–1916                     | 1856      | 1916  |
| Julius Zen Ruffinen     | KVP                                      | 1917–1920                     | 1847      | 1926  |
| Raymund Loretan         | KVP                                      | 1920–1928                     | 1885      | 1963  |
| Pierre Barman           | KVP                                      | 1923–1943                     | 1880      | 1944  |
| Raymond Evéquoz         | KVP                                      | 1928–1943                     | 1863      | 1945  |
| Viktor Petrig           | KVP                                      | 1943–1947                     | 1887      | 1973  |
| Maurice Troillet        | KVP                                      | 1943–1955                     | 1880      | 1961  |
| Alfred Clausen          | KVP                                      | 1947–1955                     | 1877      | 1957  |
| Marius Lampert          | KVP                                      | 1955–1975                     | 1902      | 1991  |
| Joseph Moulin           | KVP                                      | 1956–1959                     | 1892      | 1966  |
| Leo Guntern             | CSP                                      | 1959–1967                     | 1894      | 1981  |
| Hermann Bodenmann       | KVP                                      | 1967–1975                     | 1921      | 1994  |
| Guy Genoud              | PDC                                      | 1975–1987                     | 1930      | 1987  |
| Odilo Guntern           | CSP                                      | 1975–1983                     | 1937      |       |
| Daniel Lauber           | PDC                                      | 1983–1991                     | 1937      |       |
| Édouard Delalay         | PDC                                      | 1987–1999                     | 1936      |       |
| Peter Bloetzer          | CSP                                      | 1991–1999                     | 1933      | 2018  |
| Simon Epiney            | PDC                                      | 1999–2007                     | 1950      |       |
| Rolf Escher             | PDC                                      | 1999–2007                     | 1941      |       |
| Jean-René Fournier      | PDC                                      | 2007–2019                     | 1957      |       |
| René Imoberdorf         | CSP                                      | 2007–2015                     | 1950      |       |
| Beat Rieder             | PDC (jusqu'en 2020) Le Centre (dès 2021) | 2015–                         | 1963      |       |
| Marianne Maret          | PDC (jusqu'en 2020) Le Centre (dès 2021) | 2019–                         | 1958      |       |

## Abréviations

### Groupes
- FL : Gauche radicale
- LM : Centre libéral
- KK : Conservateurs catholiques

### Partis
- CSP : Parti chrétien-social du Haut-Valais (aujourd'hui : Neo – Le Centre socio-libéral)
- PDC : Parti démocrate-chrétien suisse
- KVP : Parti conservateur populaire suisse
- Le Centre : Le Centre (Suisse)